# Pyrus acutiserrata
Pyrus acutiserrata är en rosväxtart som beskrevs av V.N. Gladkova. Pyrus acutiserrata ingår i släktet päronsläktet, och familjen rosväxter. Inga underarter finns listade i Catalogue of Life.